# Pałac Niemojowskich w Śliwnikach

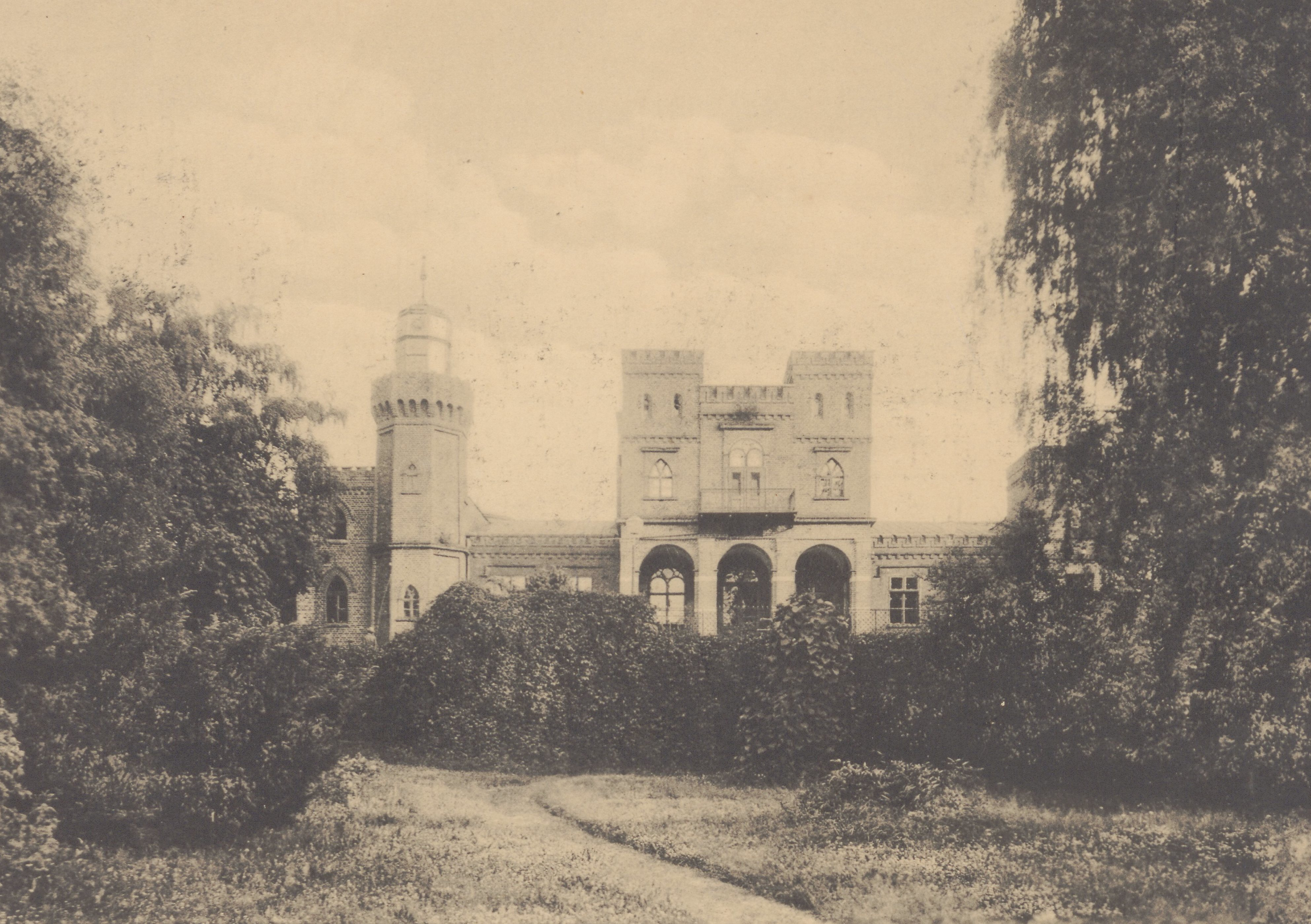
Widok pałacu przed 1912

Pałac Niemojowskich – neogotycki pałac w Śliwnikach w gminie Nowe Skalmierzyce, powiat ostrowski. Pałac wzniesiono w latach 1848–1850 dla Jana Nepomucena Niemojowskiego, zapewne według projektu Karola Würtemberga. Na polecenie Wincenta Niemojowskiego w 1898 roku dobudowano trzykondygnacyjny człon i piętrową przybudówkę przy portyku. Kompleks pałacowy jest usytuowany po stronie zachodniej od szosy Skalmierzyce–Psary, a sąsiaduje z licznymi dwudziestowiecznymi zagrodami chłopskimi.

## Historia
Posiadłość w Śliwnikach Niemojowscy herbu Wierusz nabyli w latach 50. XVIII w. od wdowy po Wawrzyńcu Radolińskim. Od XVI w. istniał tam dwór, a w 1770 roku w skład majątku dworskiego Niemojowskich wchodziły między innymi: dwór, oficyna, browar, kurnik, spichlerz, chlew, wozownia oraz stajnia. W tym czasie spłonął stary dwór, który przebudowano na nowo. W 1774 roku poprzez podział majątku, Śliwniki objął Makary Niemojowski. Po kongresie wiedeńskim Śliwniki trafiły z powrotem do zaboru pruskiego, a po śmierci Makarego w 1823 roku majątek odziedziczył jego syn – Jan Nepomucen Niemojowski. Działał u boku swoich stryjów Bonawentury oraz Wincentego, którzy stworzyli opozycyjne stronnictwo liberalne w Królestwie Polskim – tzw. kaliszanie. Nie jest pewne, czy to właśnie w Śliwnikach, na jednym ze spotkań kaliszan zrodził się zamysł oczynszowania włościan w Królestwie Polskim, jednak projektu tego nigdy nie zrealizowano. Jan Nepomucen brał czynny udział w powstaniu listopadowym. Sam pałac Jan Nepomucen postawił w latach 1848–1850, a cały majątek utrzymał do sweh śmierci w 1873 roku. Śliwniki były umiejscowione przy granicach zaborów, stąd też często pałac stawał się azylem politycznym dla uciekinierów z tzw. Kongresówki, przebywali tam poeci, literaci oraz bonapartyści.
Podczas powstania styczniowego (1863-1864) Jan Nepomucen był już w podeszłym wieku, wspierał powstańców przechowując broń w swoim pałacu oraz organizując jej przemyt do tzw. Królestwa Polskiego. Podczas rewizji władz pruskich w pałacu Niemojowskich nie udało się odnaleźć żadnej broni, jednakże wystosowano polecenie aresztowania dziedzica Śliwnik. Po szczęśliwym opuszczeniu pałacu, przerzutem broni zajęła się jego żona – Joanna Nepomucena Wiktoria z Ponińskich. Po śmierci Jana Nepomucena (1873), majątek przejął jego bratanek Wincenty Niemojowski. W 1898 przebudował on pałac, wcześniej w 1887 roku założył park krajobrazowy. Po śmierci Wincentego majątek przeszedł w 1923 w ręce małżonki Jadwigi z Kwileckich Niemojowskiej, która władała nim do 1930 roku. Następnie majątek przejął ich syn Jan Henryk Niemojowski. W 1985 roku pałac opuszczony i zdewastowany.

## Architektura
Pałac Niemojowskich jest budowlą typowo neogotycką, z cechami normandzkimi, wysoce geometryczny. Budowla jest murowana, posiada kilka brył dwu- i trzykondygnacyjnych, każda z nich okryta jest osobnym dachem pogrążonym, bądź też dwuspadowym. Niegdyś dachy te były pokryte wyłącznie blachą. Budynek zbudowany na planie prostokąta, dwutraktowy, z wieżami narożnymi posiadającymi schody, ryzalitem środkowym od północy i portykiem od południa. Od strony wschodniej w okresie międzywojennym dobudowano blok, który posiadał osobne wejście z zewnątrz. W przyziemiu znajdowały się niegdyś pomieszczenia mieszkalne dla służby oraz pomieszczenia gospodarcze, a na osi piętra hol. Następnie za holem znajdował się salon, a dalej wyjście na loggię, ze schodami przyściennymi do parku zbudowanego w 1887 roku przez Wincenta. W wieżach okna ostrołukowe, a na szczytach wież, znajdują się otwory strzelnicze. Na szczycie portyku znajdują się herby Jana Nepomucena Niemojowskiego – Wierusz, oraz jego małżonki Joanny Nepomuceny Wiktorii z Ponińskich – Łodzia, a nad frontowym wejście tablica z napisem „1849-1898. Amicitiae et Posteris” – co oznacza – Przyjaciołom i potomnym.
W tym pałacu pierwszy właściciel budynku stworzył komnatę historyczną, w którym zbierał liczne pamiątki patriotyczne, a także stworzył zasobny księgozbiór ze starodrukami, które Jan gorliwie kolekcjonował. W Śliwnikach miały miejsce częste bale i spotkania miejscowej szlachty i arystokracji, gdzie wymieniano poglądy na temat przyszłych losów podzielonej ojczyzny.
Pałac sam w sobie nie tworzył dworu. Dzieli się on na zespół folwarczny oraz rezydencjonalny. W zakres zespołu rezydencjonalnego, do tej pory, wchodzą XIX wieczny park z ogrodem, pałac, piwnica ziemna i domek ogrodnika. Folwarczną część tworzą karczma „Krakus”, spichlerz, domy mieszkalne dla robotników folwarku, dom rządcy i urzędników majątkowych i inne.

## Pałac obecnie
W latach 2009–2014 przeprowadzono gruntowną renowację pałacu wraz z jego otoczeniem. W 2016 Andrzej Rogowski aktualny właściciel pałacu, otrzymał Nagrodę Starosty Ostrowskiego „Wojciecha”, za wkład w przywrócenie dawnej świetności zabytkowemu obiektowi.